# Lithacodia coenia
Pseudodeltote coenia là một loài bướm đêm trong họ Noctuidae.